# Glenea ochreosignata
Glenea ochreosignata là một loài bọ cánh cứng trong họ Cerambycidae.